# Sarah Hunter
Sarah Hunter (ur. 1 lipca 1987) – australijska judoczka.
Złota medalistka mistrzostw Oceanii w 2006. Wicemistrzyni Australii w 2007 roku.